# 8-Bit Rebellion! (trilha sonora)
8-Bit Rebellion! é um álbum de trilha sonora para o jogo eletrônico online de mesmo nome, composto por canções gravadas pela banda americana de rock Linkin Park em formato de 8-bits. Foi lançado em 26 de abril de 2010 através da Warner Bros. Records, Machine Shop e foi produzido por Mike Shinoda. Esta é a quarta trilha sonora lançada pela banda. A trilha sonora anterior Transformers: Revenge of the Fallen - The Score, lançado em 12 de junho de 2009 no Reino Unido e em 23 de junho de 2009 nos Estados Unidos, foi um score para o filme Transformers: Revenge of the Fallen, em colaboração com o compositor de música Steve Jablonsky.

## Composição
A trilha sonora contém o remix de 8 bits/instrumental de algumas canções da banda gravadas para seus álbuns de estúdio anteriores, sendo Hybrid Theory (2000), Meteora (2003) e Minutes to Midnight (2007), com exceção das canções "Qwerty" que aparece originalmente no LP Underground 6 (2006) e "New Divide" que aparece na trilha sonora de Transformers: Revenge of the Fallen (2009) e muitas canções gravadas separadamente para a trilha sonora que, após a oitava faixa, não são músicas. A gravação de estúdio inédita de "Blackbirds" foi lançada para a trilha sonora separadamente como uma música a ser desbloqueada ao jogar o jogo.
A trilha sonora também inclui as músicas originais de seus três álbuns de estúdio anteriores, conhecidos como "hi - res" (alta resolução) para a trilha sonora. Mark Wrong é o músico adicional das faixas 9 ao 12 na lista original da trilha sonora.

## Faixas
A trilha sonora inclui versões em 8 bits e originais de suas principais músicas:
| N.º            | Título                    | Compositor(es)          | Duração |  |
| 1.             | "One Step Closer" (8-Bit) | Linkin Park             | 2:40    |  |
| 2.             | "Crawling" (8-Bit)        | Linkin Park             | 1:50    |  |
| 3.             | "In the End" (8-Bit)      | Linkin Park             | 2:17    |  |
| 4.             | "Faint" (8-Bit)           | Linkin Park             | 2:26    |  |
| 5.             | "QWERTY" (8-Bit)          | Linkin Park             | 2:49    |  |
| 6.             | "Hands Held High" (8-Bit) | Linkin Park             | 2:47    |  |
| 7.             | "No More Sorrow" (8-Bit)  | Linkin Park             | 3:43    |  |
| 8.             | "New Divide" (8-Bit)      | Linkin Park             | 2:51    |  |
| 9.             | "Apartment Theme" (Bônus) | Linkin Park, Mark Wrong | 0:49    |  |
| 10.            | "Boss Theme" (Bônus)      | Linkin Park, Mark Wrong | 3:11    |  |
| 11.            | "Mall Theme" (Bônus)      | Linkin Park, Mark Wrong | 0:53    |  |
| 12.            | "Pre-Boss Theme" (Bônus)  | Linkin Park, Mark Wrong | 1:39    |  |
| 13.            | "Blackbirds"              | Linkin Park             | 2:59    |  |
| Duração total: | Duração total:            | Duração total:          | 30:54   |  |

| Videoclipe     |                      |         |  |
| N.º            | Título               | Duração |  |
| 14.            | "Blackbirds" (vídeo) | 3:14    |  |
| Duração total: | Duração total:       | 33:23   |  |

| Hi - res list  |                   |         |  |
| N.º            | Título            | Duração |  |
| 1.             | "One Step Closer" | 2:35    |  |
| 2.             | "Crawling"        | 3:29    |  |
| 3.             | "In the End"      | 3:38    |  |
| 4.             | "Faint"           | 2:42    |  |
| 5.             | "QWERTY"          | 3:21    |  |
| 6.             | "Hands Held High" | 3:53    |  |
| 7.             | "No More Sorrow"  | 3:41    |  |
| 8.             | "New Divide"      | 4:28    |  |
| 9.             | "Blackbirds"      | 3:27    |  |
| Duração total: | Duração total:    | 29:14   |  |

## Pessoal
Linkin Park (Hi - res list)
- Chester Bennington – vocais
- Mike Shinoda – vocais, rapper, guitarra rítmica, teclado, produção
- Brad Delson – guitarra
- Dave "Phoenix" Farrell – baixo
- Joe Hahn – turntables, samples, programação
- Rob Bourdon – bateria, percussão

Créditos adicionais
- Mark Wrong - instrumentos